# 半蹼滨鹬
半蹼滨鹬（学名：Calidris pusilla），是鸻形目丘鹬科的一种鸟类。

## 特征
半蹼滨鹬体重约27.5克，翼长约92.7毫米，嘴峰长约22.2毫米，喙宽度约2.6毫米，喙厚度约4.2毫米，跗蹠长约20.7毫米，尾长约39.7毫米。半蹼滨鹬是候鸟，其栖息在开放的草原环境中，食性为肉食性，主要食物来源是水生动物。

## 分布
繁殖于北美洲的北极地区；越冬于南美洲的南部。